# Hội đồng Pospelov
Hội đồng Pospelov là một hội đồng của Ủy ban trung ương đảng Cộng sản Liên Xô được lãnh đạo bởi Pyotr Pospelov, chủ bút tờ báo Pravda, viện trưởng viện chủ nghĩa Marx-Lenin, mà những tài liệu khám phá của nó đã là căn bản và nội dung của "bản diễn văn mật" Nikita Sergeyevich Khrushchyov Về sùng bái cá nhân và những hậu quả của nó  Theo như bài diễn văn của Khrushchyov, "hội đồng được chỉ thị để điều tra tại sao lại có thể thực hiện những cuộc khủng bố chống lại các thành viên và ứng cử viên được bầu tại Đại hội Đảng Cộng sản Liên Xô lần thứ 17.
Hội đồng được thành lập ngày 31 tháng 12 năm 1955. Ngoài chủ tịch Pospelov, còn có bí thư ủy ban trung ương đảng Averky Aristov, chủ tịch liên đoàn lao động Nikolai Shvernik và Phó chủ tịch Ủy ban kiểm tra Trung ương Đảng P.T. Komarov. Bản tường trình của hội đồng được trình bày cho đoàn chủ tịch Xô-viết tối cao Liên-xô vào ngày 9 tháng 2 năm 1956  Bản tường trình này đã gây ra những cuộc tranh luận sôi nổi và những quan điểm khác biệt cũng như những hành động kế tiếp.